# Chlorophorus duo
Chlorophorus duo là một loài bọ cánh cứng trong họ Cerambycidae.